# Parque das Águas (Campinas)
O Parque das Águas é um parque localizado na região do Parque Prado e do Parque Jambeiro, no município de Campinas, no estado de São Paulo, Brasil. 

## História
Foi inaugurado no dia 8 de dezembro de 2007 e é dividido em três áreas, sendo a primeira destinada à recepção e informações; a segunda, à cultura e ao lazer; e a terceira, à área de preservação, à escola de educação ambiental e à jardinagem.

## Centro de Conhecimento da Água
Dentro do parque, funciona desde 2011 o Centro de Conhecimento da Água (CCA), uma área de 1.050m² que conta com atividades como: exposição permanente, oficinas de trabalho e administração geral; além de abrigar o Museu e a Biblioteca da Sociedade de Abastecimento de Água e Saneamento de Campinas (SANASA).
No CCA foi instalado uma peça histórica, o primeiro bebedouro público de água potável da cidade, que estava originalmente instalada na Rua Ferreira Penteado e foi tombado pelo Conselho de Defesa do Patrimônio Artístico e Cultural de Campinas (Condepacc).

## Galeria de Fotos

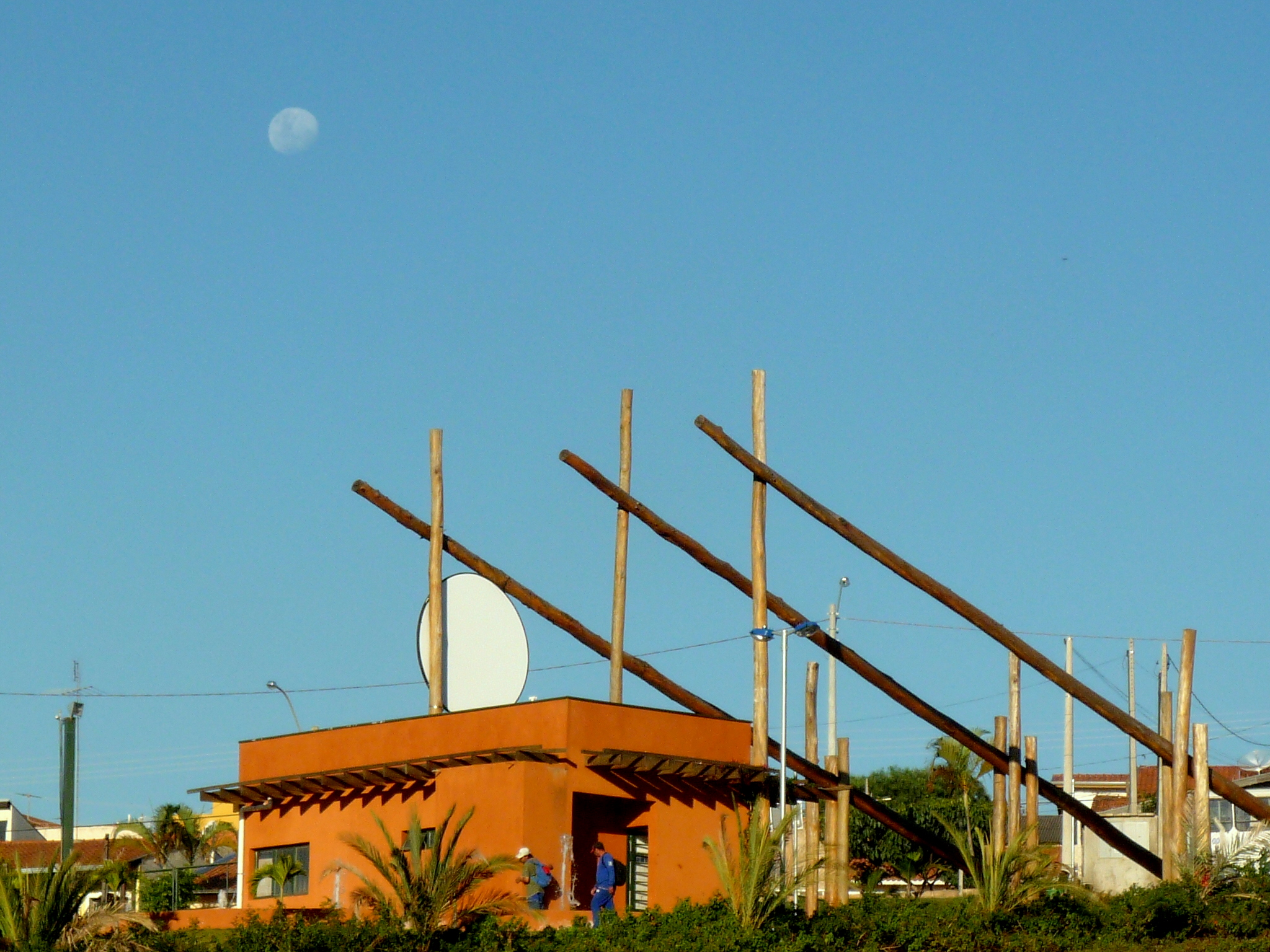
Portal de entrada do parque
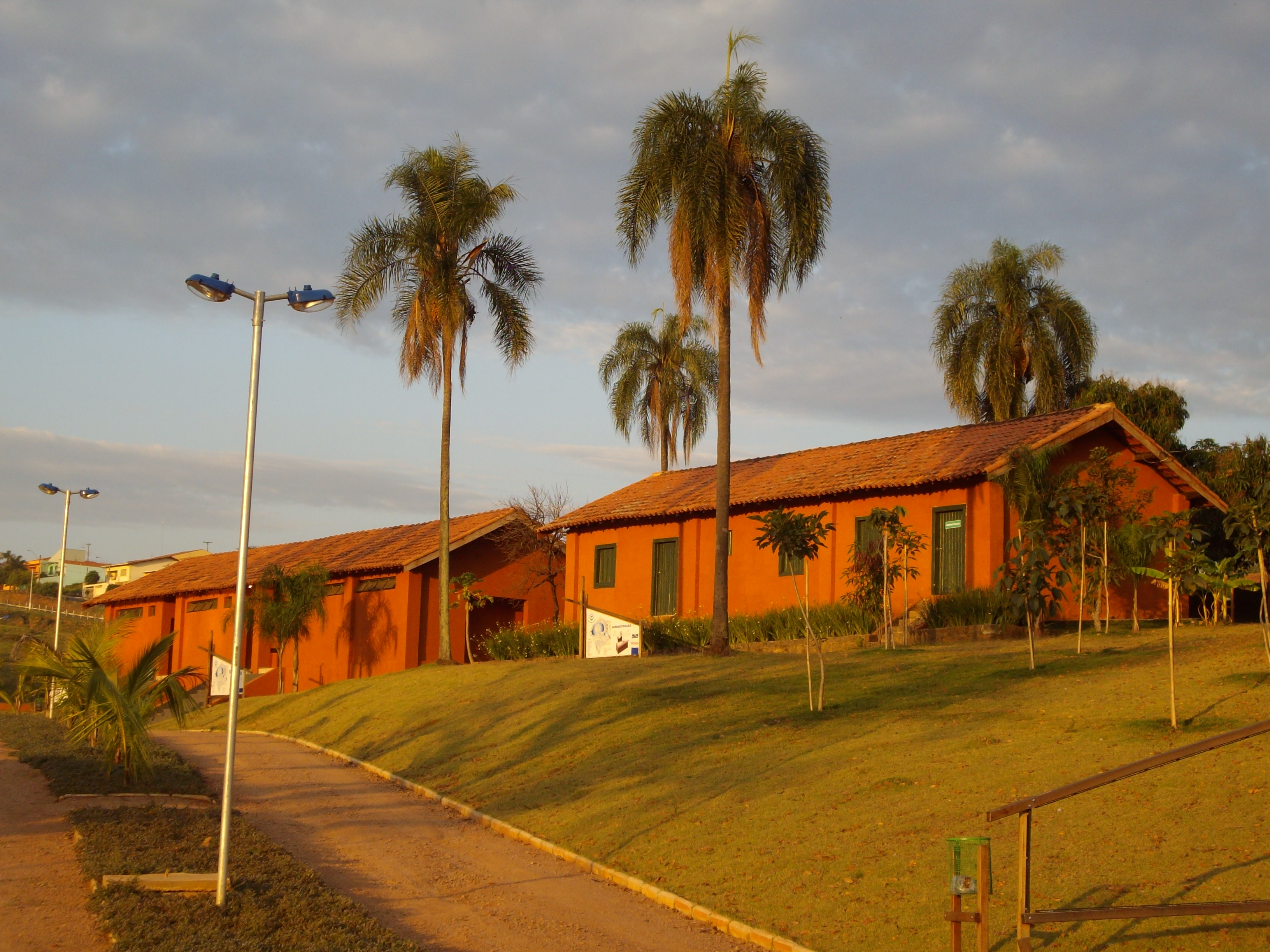
Casas no parque
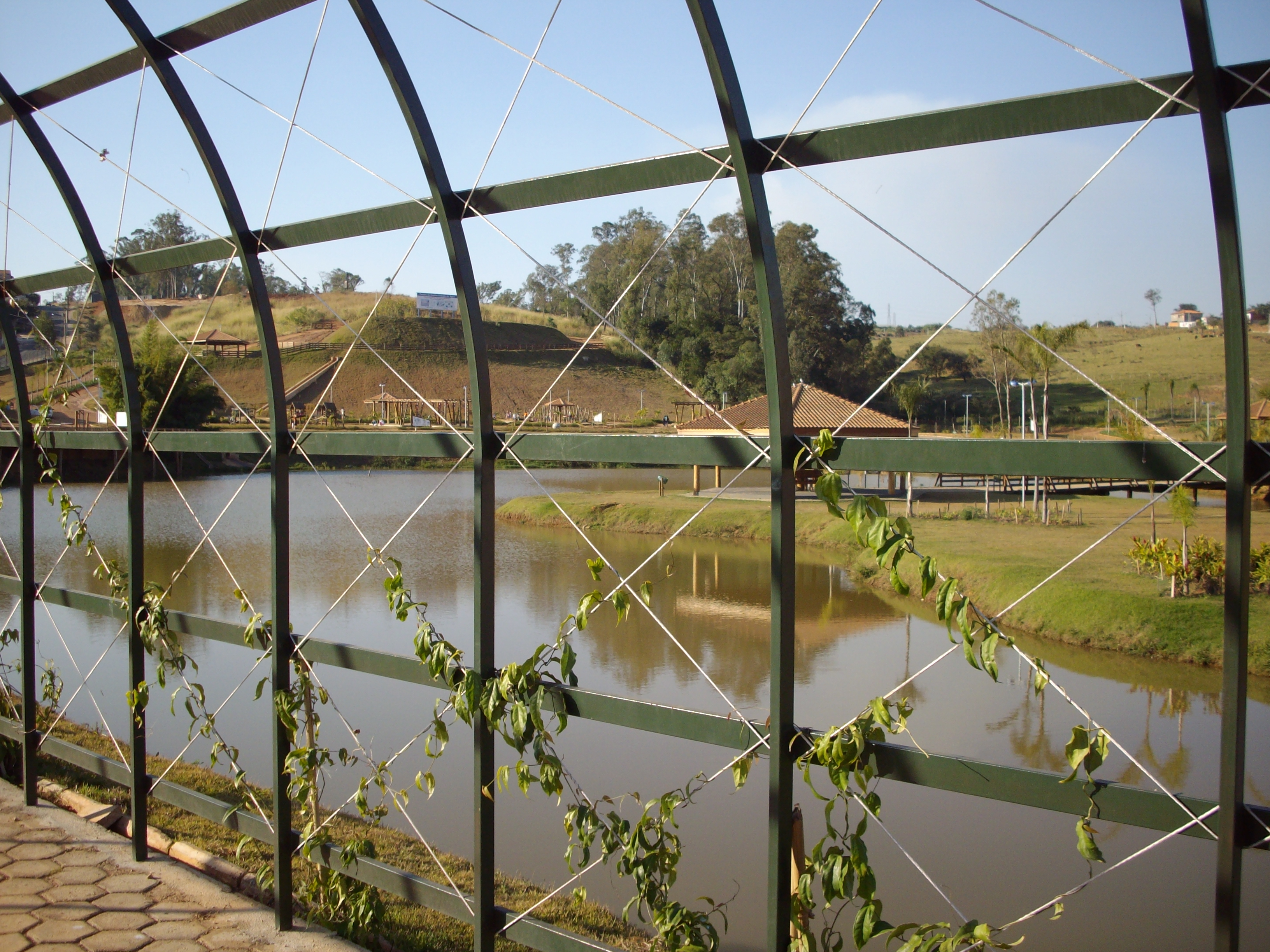
Pergolado com flores